# 무왕 (백제)
무왕(武王, 581년 이전 ~ 641년 음력 3월, 재위 : 600년 음력 5월 ~ 641년 음력 3월)은 백제의 제30대 국왕이다. 성은 부여(扶餘), 휘는 장(璋), 아명은 서동(薯童) 혹은 일기사덕(一耆篩德)이다. 출생지는 전라도 익산이다. 법왕의 아들이라는 설과 위덕왕의 서자라는 설이 존재한다. 재위 기간 신라에 공세를 취하는 한편 고구려와 수나라가 각축전을 벌일 때 중립 외교를 펼쳤다.
왕권 강화를 위해 대규모 역사(役事)를 단행하였다. 630년에 백성을 징발하여 사비궁을 중수하였으며 익산에 별도를 경영하고, 장차 천도할 계획까지 세우고 있었다. 또한 정실 왕후인 사택씨(沙宅氏) 세력의 지원으로 막대한 경비와 시간을 들여 익산에 백제 최대 규모의 미륵사를 창건했다.

## 생애

### 출생
무왕의 출생 배경과 가계에 대해서는 정확하게 알려지지 않고 있다. 그의 가계는 사서마다 다르게 나타나고 있다. 《삼국사기》는 무왕을 법왕의 아들이라고 기록하고 있고 《삼국유사》는 과부의 아들이라고 전하고 있다. 《삼국유사》는 무왕을 못가에 사는 여인의 자식이라고 전하며, 무왕의 어머니는 못가에 사는 과부였는데 어느 날 못에서 검은 용이 나타나 과부와 통정해서 아들을 낳았다고 전한다. 그 아들이 자라서 재주가 뛰어나고 용기가 있었는데 그가 왕위에 올라 무왕이 되었다고 한다. 한편, 전라도 익산에는 무왕이 연못에서 사는 용의 아들이라는 탄생 설화도 전해 내려온다.
그러나 법왕의 아들이 아니라는 설도 있다. 중국의 구당서와 당나라로 끌려간 남부여 유민들의 묘비석에는 부여관의 아들이라 하며, 일본의 신찬성씨록이나 도요타씨, 오우치씨의 족보에는 진이왕으로 나타난다. 진이왕 부여관이 위덕왕, 혜왕, 법왕과 어떤 관계인지는 정확하게 알려지지 않았다.
그리고, 마를 깎아 내다 팔고, 신라로 넘어가 서동요를 만들어 선화 공주를 모함하는 가사로 선화 공주는 유배될 때 같이 가서 결혼한다는 이야기도 있다.

### 정세

#### 신라와의 전쟁
600년 법왕의 뒤를 이어 즉위하였는데 신라와 자주 충돌하였다. 602년 신라의 아막산성(阿莫山城)을 공격하였으나 크게 패하였다. 611년 10월 가잠성(椵岑城)을 공격하여 100여일만에 빼앗고, 616년에는 모산성(母山城)을 공격하였으나 실패하였다. 623년 가을에는 늑노현(勒弩縣)을 침범하였다. 633년 음력 8월 서곡성(西谷城)을 점령, 636년 5월 장군 우소(于召)에게 명령하여 독산성(獨山城)을 습격하였으나 패하였다.
한편 무왕은 고구려의 남진을 견제하기 위해 수나라에 조공을 바치고 여러 번 고구려 공격을 청하였다. 수나라가 멸망하고 당나라가 건국한 뒤에도 친선 정책을 전개하였다. 624년 사신을 당나라에 보내 당 고조로부터 대방군공백제왕(帶方郡公百濟王)이라는 칭호를 받았다. 627년 군사를 동원하여 신라 침공을 시도하였으나, 당 태종이 백제와 신라의 화친을 권유하여 이를 포기하였다.
602년 관륵(觀勒)을 왜에 파견하여 천문 · 책력 · 지리 · 둔갑방술(遁甲方術) 등에 관한 책을 전하고, 불교를 전파하였다.

#### 기타 정책
630년 사비궁을 화려하게 수리하였으나 가뭄으로 중지되었다. 634년 왕흥사를 창건하고 궁남지를 건설하였으며, 막대한 인력을 징발하여 전라도 익산에 미륵사를 조성하는 대규모 토목공사를 벌였다.
무왕은 익산 천도를 통한 귀족세력의 재편성을 시도했다. 비록 천도는 이루어지지 못했지만 관산성 패배 이후 약화된 왕권이 무왕 때 다소 회복되었다. 이는 의자왕이 즉위 초기에 정치적 개혁을 통해 전제 왕권을 구축하는 기반이 되었다.

### 최후
무왕은 641년 음력 3월에 사망하였다. 당 태종은 소복을 입고 통곡을 하였으며 현무문(玄武門)에서 애도식을 거행하였고 광록대부를 추증하였다고 한다.
무왕의 능은 익산시 팔봉면 신왕리에 있는 쌍릉으로 추정하는 견해가 유력하다. 고려시대에 이미 도굴된 적이 있는 쌍릉은 1916년에 조사되었는데, 그에 따르면 사비시대 능산리 고분의 묘제와 일치함이 밝혀졌다. 무왕의 능을 통해 그가 익산 태생이며, 왕권을 강화하기 위한 수단으로 익산을 중시했던 점을 고려해 볼 수 있다. 무왕의 유골 조사 결과 무왕의 키는 161~170.1cm 사이로 추정된다고 한다.

## 서동요
고려 시대의 승려 일연이 편찬한 삼국유사에서는 서동 출신 무왕과 신라 선화공주의 이야기가 나온다. 익산 미륵사지 서탑 해체 중 금동사리함 명문이 발견되기 전까지는, 일연의 삼국유사를 기반으로 미륵사 창건이 선화공주가 중심이 됐다는 설이 지배적이었다.

《삼국유사》 제 2권 기이(紀異)편에 수록 된 설화에 의하면 서동은 신라 진평대왕의 셋째 딸인 선화공주가 아름답다는 말을 듣고 서라벌로 들어가 동네 아이들에게 마를 나누어 주며 동요를 지어서 아이들에게 다음과 같은 내용의 노래를 부르게 하였다.
선화 공주님은

남 몰래 짝을 맞추어두고,

서동 서방을

밤에 몰래 안고 간다.
이 동요가 널리 퍼져 궁궐에까지 이르게 되었고 노래의 내용이 사실이라고 믿은 모든 관료들의 주장에 따라 공주는 먼 지방으로 귀양가게 되었다. 길을 떠나려고 할 때 왕후가 순금 한 말을 여비로 쓰라고 주었다. 공주가 유배지로 가는데 서동이 도중에 나타나 절을 하고는 자신이 모시고 가겠다고 하였다. 공주는 비록 그가 어디서 왔는지 몰랐지만 뜻밖에도 믿음직하여 마음에 들었다. 그래서 따라오도록 하였고 또 몰래 정도 통하였다. 공주는 그런 뒤에야 서동의 이름을 알게 되었고 동요의 내용을 진심으로 믿게 되었다.
하루는 왕이 부인과 함께 사자사에 행차하던 중, 용화산 아래 큰 연못가에 이르렀다. 그때 미륵삼존이 연못 속에서 나타나자 왕은 수레를 멈추게 하고 경의를 표하였다. 부인이 왕에게 말하였다.
“이곳에 큰 절을 짓는 것이 진실로 제 소원입니다.(須創大伽藍於此地 固所願也)”
그래서 왕이 이를 허락하고 지명법사에게 가서 연못을 메우는 일에 대해 묻자, 법사가 신통력으로 하룻밤만에 산을 무너뜨려 연못을 메워 평지를 만들었다. 그래서 미륵삼존의 모습을 본떠서 만들고 전각과 탑과 회랑을 각각 세 곳에 만들고는 미륵사(彌勒寺)[『국사(國史)』에서는 왕흥사(王興寺)라고 하였다.]라고 하였다. 진평왕은 수많은 장인들을 보내어 절을 짓는 일을 돕게 하였는데, 지금도 그 절이 남아 있다.
그러나 2009년 1월 14일에 미륵사지 서탑 해체 중 발견된 금동사리함 명문에 의해 역사학계에 파문이 일었다. 사리함 명문에는 '우리 왕후께서는 좌평 사탁적덕의 따님으로 지극히 오랜 세월에 선인을 심어 금생에 뛰어난 과보를 받아 만민을 어루만져 기르시고 불교의 동량이 되셨기에 능히 정재를 희사하여 가람을 세우시고, 기해년(639년) 정월 29일에 사리를 받들어 맞이했다'라고 적혀있다.
그 결과 미륵사지 석탑의 준공 당시 무왕의 왕비는 선화 공주가 아니라 좌평 사택적덕의 딸인 사택왕후라는 것이 확인되었다. 이러한 이유로 선화 공주와의 결혼이 후대에 꾸며진 허구라는 식의 주장이 대두되고 있다. 그러나 역사학계에서는 당대 왕들은 일반적으로 2명의 왕비를 두고 있었다는 것을 염두에 둘 때 설화적 요소가 더해졌을 지라도 섣부른 결론을 지양해야 한다는 입장이다.

## 가계
|  |  | 사택적덕 沙宅積德 | 사택적덕 沙宅積德 | 사택적덕 沙宅積德 | 사택적덕 沙宅積德 | 사택적덕 沙宅積德 | 사택적덕 沙宅積德 |               |               |               |               |               |               | 법왕 또는 진이왕 法王 또는 辰爾王 | 법왕 또는 진이왕 法王 또는 辰爾王 | 법왕 또는 진이왕 法王 또는 辰爾王 | 법왕 또는 진이왕 法王 또는 辰爾王 | 법왕 또는 진이왕 法王 또는 辰爾王 | 법왕 또는 진이왕 法王 또는 辰爾王 |           |           |           |           |           |           | 신라 진평대왕 眞平王 | 신라 진평대왕 眞平王 | 신라 진평대왕 眞平王 | 신라 진평대왕 眞平王 | 신라 진평대왕 眞平王 | 신라 진평대왕 眞平王 |  |  |  |  |  |  |  |  |  |  |  |  |  |  |  |  |  |  |  |  |  |  |  |  |  |  |  |  |  |  |  |  |
|  |  | 사택적덕 沙宅積德 | 사택적덕 沙宅積德 | 사택적덕 沙宅積德 | 사택적덕 沙宅積德 | 사택적덕 沙宅積德 | 사택적덕 沙宅積德 |               |               |               |               |               |               | 법왕 또는 진이왕 法王 또는 辰爾王 | 법왕 또는 진이왕 法王 또는 辰爾王 | 법왕 또는 진이왕 法王 또는 辰爾王 | 법왕 또는 진이왕 法王 또는 辰爾王 | 법왕 또는 진이왕 法王 또는 辰爾王 | 법왕 또는 진이왕 法王 또는 辰爾王 |           |           |           |           |           |           | 신라 진평대왕 眞平王 | 신라 진평대왕 眞平王 | 신라 진평대왕 眞平王 | 신라 진평대왕 眞平王 | 신라 진평대왕 眞平王 | 신라 진평대왕 眞平王 |  |  |  |  |  |  |  |  |  |  |  |  |  |  |  |  |  |  |  |  |  |  |  |  |  |  |  |  |  |  |  |  |
|  |  | 사택왕후 沙宅王后 | 사택왕후 沙宅王后 | 사택왕후 沙宅王后 | 사택왕후 沙宅王后 | 사택왕후 沙宅王后 | 사택왕후 沙宅王后 |               |               |               |               |               |               | 무왕 武王                         | 무왕 武王                         | 무왕 武王                         | 무왕 武王                         | 무왕 武王                         | 무왕 武王                         |           |           |           |           |           |           | 선화공주 善花公主    | 선화공주 善花公主    | 선화공주 善花公主    | 선화공주 善花公主    | 선화공주 善花公主    | 선화공주 善花公主    |  |  |  |  |  |  |  |  |  |  |  |  |  |  |  |  |  |  |  |  |  |  |  |  |  |  |  |  |  |  |  |  |
|  |  | 사택왕후 沙宅王后 | 사택왕후 沙宅王后 | 사택왕후 沙宅王后 | 사택왕후 沙宅王后 | 사택왕후 沙宅王后 | 사택왕후 沙宅王后 |               |               |               |               |               |               | 무왕 武王                         | 무왕 武王                         | 무왕 武王                         | 무왕 武王                         | 무왕 武王                         | 무왕 武王                         |           |           |           |           |           |           | 선화공주 善花公主    | 선화공주 善花公主    | 선화공주 善花公主    | 선화공주 善花公主    | 선화공주 善花公主    | 선화공주 善花公主    |  |  |  |  |  |  |  |  |  |  |  |  |  |  |  |  |  |  |  |  |  |  |  |  |  |  |  |  |  |  |  |  |
|  |  |                   |                   |                   |                   |                   |                   |               |               |               |               |               |               |                                   |                                   |                                   |                                   |                                   |                                   |           |           |           |           |           |           |                      |                      |                      |                      |                      |                      |  |  |  |  |  |  |  |  |  |  |  |  |  |  |  |  |  |  |  |  |  |  |  |  |  |  |  |  |  |  |  |  |
|  |  |                   |                   |                   |                   |                   |                   |               |               |               |               |               |               |                                   |                                   |                                   |                                   |                                   |                                   |           |           |           |           |           |           |                      |                      |                      |                      |                      |                      |  |  |  |  |  |  |  |  |  |  |  |  |  |  |  |  |  |  |  |  |  |  |  |  |  |  |  |  |  |  |  |  |
|  |  |                   |                   |                   |                   |                   |                   | 의자왕 義慈王 | 의자왕 義慈王 | 의자왕 義慈王 | 의자왕 義慈王 | 의자왕 義慈王 | 의자왕 義慈王 |                                   |                                   |                                   |                                   |                                   |                                   | 새상 塞上 | 새상 塞上 | 새상 塞上 | 새상 塞上 | 새상 塞上 | 새상 塞上 |                      |                      |                      |                      |                      |                      |  |  |  |  |  |  |  |  |  |  |  |  |  |  |  |  |  |  |  |  |  |  |  |  |  |  |  |  |  |  |  |  |

- 아버지 : 법왕 또는 위덕왕
- 어머니 : 연가모
  - 왕비 : 왕후 김씨_신라 진평왕의 딸 선화공주
    - 아들 : 의자왕

  - 왕비 : 왕후 사택씨_좌평 사택적덕의 딸
    - 아들 : 부여교기의 아버지
    - 아들 : 부여새상(扶餘塞上)[12]

## 대중 문화속에 나타나는 무왕
- 《삼국기》(KBS, 1992년~1993년, 배우: 최정훈)
- 《서동요》(SBS, 2005년~2006년, 배우: 조현재, 김석)
- 《계백》(MBC, 2011년~2011년, 배우: 최종환)
- 《대왕의 꿈》(KBS, 2012년~2013년, 배우: 박철호)

## 같이 보기
- 미륵사
- 서동요
- 고구려
  - 영양왕 (590년 - 618년)
  - 영류왕 (618년 - 642년)
- 신라
  - 진평대왕 (579년 - 632년)
  - 선덕여왕 (632년 - 647년)